# Coppa Italia di calcio da tavolo 2010
La quarta coppa italia primavera di calcio da tavolo venne organizzato dalla F.I.S.C.T. a Chianciano Terme nel 2010.

## Risultati

### Semifinali
- Fighters Napoli - Pierce 14 B 3 - 0
- Pierce 14 - Perugia 2 - 0

### Finale
| Pierce '14   | Fighters N.   | 0 | 2 |
| ------------ | ------------- | - | - |
| Balbo S.     | Peluso A.     | 0 | 1 |
| Colangelo L. | Battista L.   | 3 | 3 |
| Zambello P.  | Ciccarelli M. | 2 | 4 |

## Formazione della Squadra Coppa Italia
| Peluso Antonio    |
| Battista Luca     |
| Ciccarelli Matteo |
| ----------------- |